# Antalyaspor Kulübü
El Antalyaspor es un club de fútbol turco, de la ciudad de Antalya. Fue fundado en 1966 y juega en la Süper Lig de Turquía.

## Historia
Antalyaspor se estableció en 1966 después de tres equipos locales se unieron para crear un club de la ciudad costera de Antalya. Estos equipos se Yenikapi Suspor, İlk Işıkspor y Ferrokromspor.
El pueblo de Antalya tuvo que esperar hasta 1982 para su equipo al ser ascendido a la Super Liga Turkcell. Sin embargo, al final de la temporada 1984-85 Antalyaspor fueron relegados a la segunda división de nuevo. Después de pasar una temporada en la segunda división, Antalyaspor fueron ascendidos a la primera división. Esta vez fueron capaces de sobrevivir en la primera división para una sola temporada, y al final de la temporada 1986-87, Antalyaspor fueron relegados a la segunda división una vez más.
Al final de la temporada 1993-1994 Antalyaspor tuvo que jugar un play-off final para ser promovido a la primera división. En el play-off final, el oponente era Istanbulspor que tenía el delantero Tanju Çolak en su lista. Después de Tanju anotó dos goles, Istanbulspor tenía una ventaja de 2-0 en el juego. Sin embargo, Antalyaspor consiguió marcar dos goles para ir a la prórroga. Un gol de tiro libre en tiempo extra por Adnan les ayudó a ganar el partido 3-2, y que fueron ascendidos a la primera división.
El equipo ha estado en primera división hasta el año 2002. En este período, que representan a Turquía en la Copa Intertoto de dos veces y en Copa de la UEFA una vez. El mayor logro del club se produjo en 2000 cuando llegó a la final de la Copa de Turquía. Se perdió el partido 5-3 para el Galatasaray después de un tiempo extra, pero se les dio un lugar en la Copa de la UEFA para el próximo año. Su primera campaña en la Copa de la UEFA terminó cuando perdió 6-2 ante el Werder Bremen en el global, a pesar de ganar dos a cero en casa. En la liga que fueron relegados por un solo punto de la temporada.
En la temporada 2005-2006, Antalyaspor obtuvo un segundo lugar después que el equipo turco Bursaspor en la Liga Telekom A, y fueron ascendidos a la Super Liga Turkcell. Sin embargo, la temporada 2006-2007 fue una decepción para Antalyaspor y se relega a la Liga A como 16a después de una derrota por 3-1 ante el Gençlerbirliği en la Ronda 34. Antalyaspor volvió a Turkcell Super League como 2 º en la próxima temporada.

## Uniforme
- Uniforme titular : Camiseta rojo, pantalón rojo, medias blancas.
- Uniforme alternativo: Camiseta rojiblanca, pantalón rojo, medias rojas.

## Estadio
El Antalyaspor disputó sus partidos hasta 2010 en el Estadio Antalya Atatürk, posteriormente en el Estadio de la Universidad Akdeniz, y desde 2015 en el nuevo Antalya Arena.

## Palmarés
- Tercera División de Turquía (2): 1981-1982, 1985-1986
- Subcampeón de la Copa de Turquía (2): 2000, 2021
- Subcampeón de la Supercopa de Turquía (1): 2021

## Datos del club
- Temporadas en Süper Lig : 1982–85, 1986–87, 1994–02, 2006–07, 2008–14, 2015–
- Temporadas en TFF Primera División : 1966–82, 1985–86, 1987–94, 2002–06, 2007–08, 2014–15

## Participación en competiciones de la UEFA

### Copa Intertoto
| Temporada | Ronda          | Club                      | Casa | Visita | Global   |
| --------- | -------------- | ------------------------- | ---- | ------ | -------- |
| 1996      | Fase de grupos | FC Basel                  | 2–5  |        | 3º lugar |
| 1996      | Fase de grupos | Ataka-Aura Minsk          |      | 3–0    | 3º lugar |
| 1996      | Fase de grupos | Rotor Volgograd           | 2–1  |        | 3º lugar |
| 1996      | Fase de grupos | Shakhtar Donetsk          |      | 0–1    | 3º lugar |
| 1997      | Fase de grupos | Publikum                  |      | 1–1    | 4º lugar |
| 1997      | Fase de grupos | Maccabi Haifa             | 0–2  |        | 4º lugar |
| 1997      | Fase de grupos | Lokomotiv Nizhny Novgorod |      | 0–1    | 4º lugar |
| 1997      | Fase de grupos | Proleter Zrenjanin        | 1–0  |        | 4º lugar |

### UEFA Cup/Europa League
| Temporada | Ronda          | Club          | Casa | Visita | Global |
| --------- | -------------- | ------------- | ---- | ------ | ------ |
| 2000–01   | Clasificatoria | Kapaz         | 5–0  | 2–0    | 7–0    |
| 2000–01   | 1              | Werder Bremen | 2–0  | 0–6    | 2–6    |